# La Fleur de pierre (ballet)
Pour les articles homonymes, voir La Fleur de pierre.

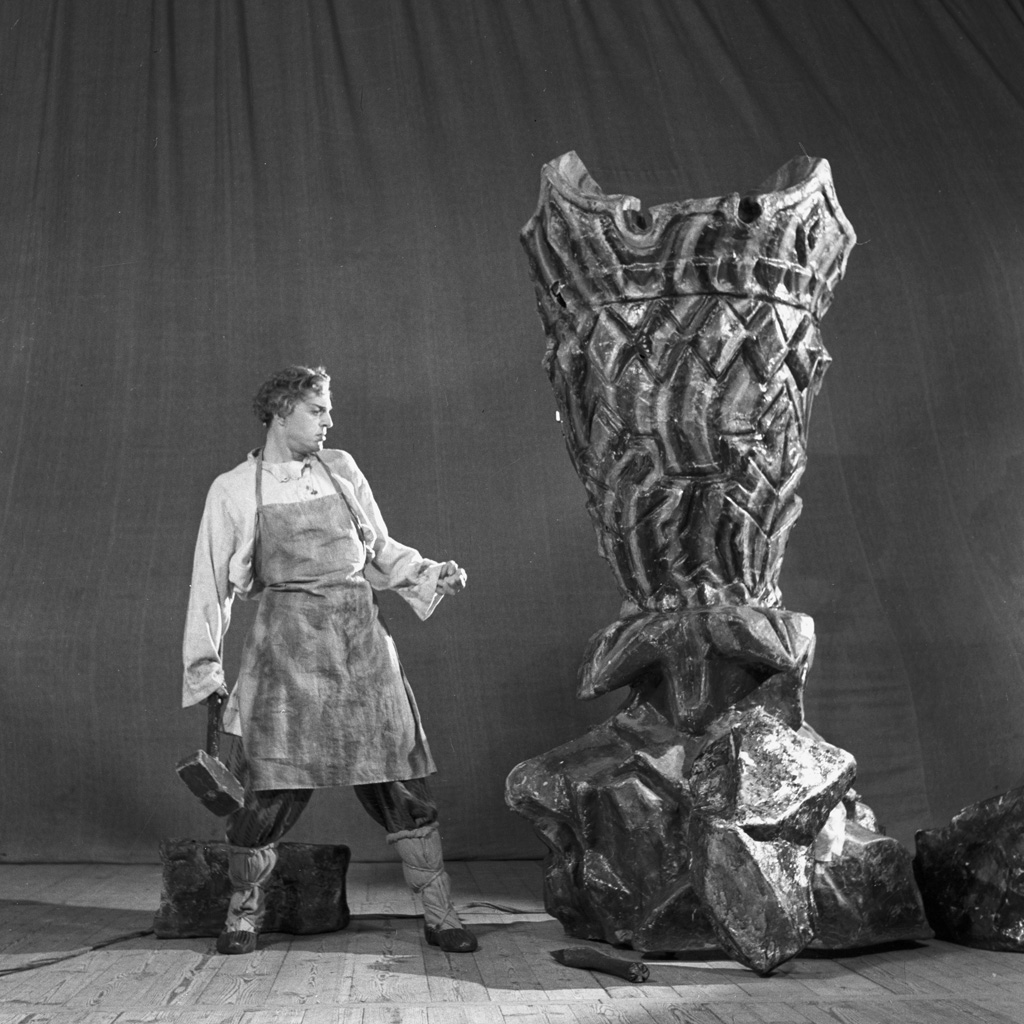
Vladimir Preobrazhensky as Danila in a scene from Sergei Prokofiev's ballet The Tale of the Stone Flower staged at the State Academic Bolshoi Theater of the USSR.

La Fleur de pierre (en russe Каменный цветок), opus 118, est un ballet en deux actes et huit scènes avec un prologue sur une musique de Sergueï Prokofiev composée en 1950. Le livret est de Mira Mendelsohn et de Leonid Lavrovski, d'après le récit de Pavel Bajov, publié en 1938 et tiré de son recueil de contes de l'Oural intitulé en français La Fleur de pierre.

## Première
La première du ballet, intitulé alors Le Conte de la fleur de pierre, a eu lieu le 12 février 1954 au théâtre Bolchoï de Moscou, presque un an après la mort du compositeur sous la direction de Urij Fajer (en). La chorégraphie est de Léonide Lavrovski.
- Danila, ciseleur de pierres : Youri Grigoriev
- Catherine, la fiancée de Danila : Galina Oulanova
- La reine de la Montagne de Cuivre : Maïa Plissetskaïa
- Severian : Alexeï Yermolaïev
- La Fille de feu :
- Amies de Catherine :
- Le frère de Danila : Vladimir Preobrajenski
- Amis de Danila :
- Marchands :
- La jeune tzigane :
- Le jeune tzigane :
- Le vieux tzigane :
- Tziganes guitaristes :
- Le bossu :
- Les améthystes :
- Les pierres précieuses :

Après Moscou, le ballet dans la version de Lavrovski est présenté en 1961 à Helsinki à l'opéra national de Finlande.
En 1957, le ballet est présenté – cette fois-ci selon une chorégraphie de Iouri Grigorovitch – au Kirov de Léningrad, avec Alla Osipenko dans le rôle de la reine de la Montagne de Cuivre. Ensuite cette version est présentée au théâtre d'opéra et de ballet de Novossibirsk avec Flora Kaïdani dans le rôle de la reine de la Montagne de Cuivre, puis au Bolchoï de Moscou avec Maïa Plissetskaïa dans le rôle de la reine de la Montagne de Cuivre.

## Livret
1. Le jeune ciseleur de pierres de l'Oural, Danila, rêve de sculpter en malachite toute la beauté d'une fleur, mais il ne parvient pas à être satisfait de ses tentatives.
2. Sa fiancée Catherine apparaît (pas de deux).
3. Les fiançailles des deux jeunes gens ont lieu dans une isba. Catherine salue ses amies et les danses commencent.
4. C'est alors qu'arrive le commis Severian qui n'a pas été invité. Les danses s'interrompent. Il exige de Danila une coupe de malachite qu'il lui a commandée; mais Danila ne veut la lui donner car elle n'est pas terminée. Severian lève sa cravache sur Danila, mais il aperçoit au même moment Catherine et s'apprête à l'étreindre. Les amis de Danila poussent Severian vers la sortie et finalement la joyeuse compagnie se disperse. Catherine s'en va aussi, laissant Danila à ses pensées à propos de la fleur de malachite.
5. Danila voit en songe la reine de la Montagne de Cuivre, gardienne d'un trésor sous terre. C'est la seule à connaître le secret de la fleur de pierre qu'elle détient en mains. la fleur rayonne d'une manière éblouissante et Danila détruit la version qu'il a commencée et s'évanouit.
6. Lorsque Danila revient à lui, il se retrouve sur la Montagne des Serpents. La reine de la Montagne de Cuivre apparaît et disparaît devant lui, comme un fantôme et prenant la forme tantôt d'un lézard d'or, tantôt d'une belle jeune fille. Elle conduit Danila dans son royaume avec de merveilleuses pierres précieuses. Danila la supplie de lui montrer la fleur de pierre qui finalement lui apparaît dans toute sa beauté...
7. Dans son isba, Catherine est inquiète car elle ne sait pas où se trouve son Danila. Severian tente de la séduire, mais elle le menace d'une serpe, puis part à la recherche de son fiancé.
8. Pendant ce temps-là Danila travaille chez la reine de la Montagne de Cuivre à ciseler son œuvre et la reine lui révèle d'autres secrets.
9. En ce jour de foire, on danse autour du marché. Les villageois sont joyeux, mais Catherine est triste et esseulée.  Severian, qui est ivre, est en compagnie de tziganes, il essaye grossièrement d'emmener Catherine avec lui, mais les gens du marché l'en empêchent et Catherine s'échappe.
10. Une jeune fille qui ressemble à Catherine apparaît à Severian qui ne sait si c'est elle ou non. Il s'élance vers elle, mais elle lui lance un charme et l'emmène à la Montagne des Serpents. Severian tire, mais elle prend tranquillement la balle et la jette aux pieds de Severian qui comprend enfin que cette jeune fille n'est autre que la reine de la Montagne de Cuivre. Il lui demande sa grâce. La reine refuse et aussitôt Severian est englouti dans les entrailles de la terre.
11. Dans la forêt recouverte de neige, Catherine toujours à la recherche de son fiancé, se dirige vers la Montagne des Serpents. Elle se réchauffe près d'un feu, duquel sort la merveilleuse Fille du Feu (variation).
12. Au royaume de la reine de la Montagne de Cuivre, Danila est en train de ciseler une fleur extraordinaire dont il rêvait depuis longtemps. Il montre son œuvre avec émotion à la reine qui le supplie de ne pas la quitter. Mais le cœur de Danila est à Catherine ! La reine lui jette un sort et il devient aussi immobile qu'une pierre.
13. En suivant la Fille du Feu, Catherine arrive chez la reine. Son cœur lui montre où se trouve Danila. Il est tout près, mais devenu figé comme une pierre il demeure sourd à ses appels et soudain disparaît. La jeune fille reste seule.
14. La reine est touchée par l'amour dévoué de Catherine et décide de libérer Danila de son mauvais sort. Elle lui demande une dernière fois de rester avec elle, mais Danila décide de retourner à son cher village et de livrer ses talents.
15. Par un beau matin de printemps, Danila et Catherine reviennent au milieu des êtres humains.